# Skeleton na ZOI 2014.
Natjecanja u skeletonu na Zimskim olimpijskim igrama 2014. u Sočiju održavala su se od 13. do 15. veljače u Sankaškom centaru Sanki.

## Medalje
|                 | zlato                                | srebro                 | bronca                |
| Muški skeleton  | Aleksandr Tret'jakov Rusija          | Martins Dukurs Latvija | Matthew Antoine SAD   |
| Ženski skeleton | Lizzy Yarnold Ujedinjeno Kraljevstvo | Noelle Pikus-Pace SAD  | Elena Nikitina Rusija |

## Vanjske poveznice
- Rezultati natjecanja  Arhivirana inačica izvorne stranice od 25. veljače 2014. (Wayback Machine)